# Miguel Laborda
Miguel Ángel Laborda Gil (Tíjola, Almería, 18 de febrero de 1995) más conocido deportivamente como Miguel Laborda, es un futbolista español que desempeña la posición de interior izquierdo. Actualmente y desde 2019 forma parte de la plantilla del FC Santa Coloma de la Primera División de Andorra.

## Trayectoria deportiva

### Inicios
Siendo sus comienzos en el balompié a temprana edad en equipos de fútbol sala de su tierra, no fue hasta categoría alevín cuando Miguel cambió de disciplina al fútbol tradicional de la mano del Real Murcia CF donde permaneció por siete campañas hasta su segundo año juvenil con el cuadro pimentonero. Después de eso, pasó por otros clubes juveniles de categoría nacional como UCAM Murcia CF y UCD La Cañada Atlético, de Almería, para finalmente firmar en el CD Alcoyano de División de Honor Juvenil de España.

### Tercera División
Una vez finalizada su etapa formativa en Alcoy, en 2014, Miguel firmó como sénior en el CD Plus Ultra de Tercera División de España acabando como segundo máximo goleador del conjunto centenario.

### Inglaterra
La temporada siguiente el almeriense puso rumbo a Inglaterra, en concreto a Southampton, para pasar a formar parte de las filas del Blackfield & Langley FC con el que llegó a disputar varias rondas clasificatorias de la FA Cup hasta caer en la tercera ante el Maidenhead United Football Club.

### Regreso a España
Tras su experiencia internacional regresó a España para en verano de 2016 volver a recalar en un club de  Tercera División en la Región de Murcia, el Estudiantes de Murcia CF filial directo del por aquel entonces FC Jumilla de Segunda División B de España.
La temporada siguiente se trasladó a la Comunidad Valenciana para firmar esa campaña por el Benferri CF.

### Andorra

#### UE Engordany
En septiembre de 2018 realizó su segunda expedición fuera del territorio español, poniendo rumbo a Andorra para firmar por el UE Engordany de la Primera División de Andorra. En la temporada de su debut como profesional luchó por el título de liga, acabando finalmente segundo clasificado y alzándose como campeón de la Copa Constitució por primera vez en la historia del club de la parroquia andorrana de Las Escaldas-Engordany, consiguiendo por ende el acceso para disputar la fase previa de la  Europa League.

#### Europa League
En la fase previa de la competición europea, se medió a doble partido a La Fiorita 1967 de Primera División de San Marino consiguiendo el pase a la primera ronda clasificatoria y cayendo en esta ante el Dinamo Tiflis, dieciocho veces campeón de Primera División de Georgia e incluso campeón de la Recopa de Europa de la UEFA.

#### FC Santa Coloma
En agosto de 2019 el de Tíjola atendería a la llamada de otro club de Primera División de Andorra, propiciando de esa manera su fichaje  por el FC Santa Coloma, tratándose del club más laureado de la historia futbolística de Andorra.

## Carrera deportiva

### Clubes
| Club                       | País       | Año               |
| -------------------------- | ---------- | ----------------- |
| CD Plus Ultra              | España     | 2014 - 2015       |
| Blackfield & Langley FC    | Inglaterra | 2015 - 2016       |
| Estudiantes de Murcia C.F. | España     | 2016 - 2017       |
| Benferri CF                | España     | 2017 - 2018       |
| UE Engordany               | Andorra    | 2018 - 2019       |
| FC Santa Coloma            | Andorra    | 2019 - Actualidad |

## Palmarés

### Títulos nacionales
| Título           | Club         | País    | Año  |
| ---------------- | ------------ | ------- | ---- |
| Copa Constitució | UE Engordany | Andorra | 2019 |